# Neleu
|  | Per a altres significats, vegeu «Nileu». |

Segons la mitologia grega, Neleu (en grec antic Νηλεύς), va ser un heroi grec, fill de Posidó i de Tiro. És germà bessó de Pèlias i germanastre d'Èson, Feres i Amitàon, fills de Tiro i de Creteu.
Quan van néixer, Neleu i Pèlias van ser abandonats per la seva mare. Una euga que va enviar Posidó, els va alimentar. Una altra tradició deia que un dels nens tenia una marca a la cara per una guitza d'euga, i que els havien recollit uns criadors de cavalls. Aquests homes havien anomenat Pèlias al nen que duia la cicatriu, de la paraula grega "pelion" que vol dir lívid. A l'altre li van posar Neleu. Quan es van fer grans, els nens van trobar la seva mare, que era maltractada per la seva sogra, anomenada Sidero. Pèlias i Neleu van atacar Sidero, però ella es va refugiar en un temple d'Hera. Pèlias va violar el santuari i va matar Sidero sobre l'altar.
Més endavant, els dos germans van disputar pel tron de Iolcos, al qual tots dos tenien dret, però Neleu, vençut, s'adreçà a Messènia, on fundà la ciutat de Pilos. Es va casar amb Cloris, filla d'Amfíon, amb qui va tenir una filla, Pero, i dotze fills, entre d'altres, Periclimen i Nèstor.
Heracles va dirigir contra ell una expedició amb el pretext que un temps abans, Neleu s'havia negat a purificar-lo per la mort d'Ífit. En aquesta lluita van morir onze fills de Neleu, i només se salvà Nèstor, que era absent. Unes tradicions diuen que Neleu va morir també en aquesta lluita, però d'altres que va morir de malaltia a Corint i que va ser enterrat allí.
Segons Heròdot, els Pisistràtides, la dinastia de tirans que va governar Atenes al segle iv aC, eren originaris de Pilos i es consideraven descendents de Neleu.